# Стокап
Стокап (інша назва Нішіхітокаппуяма) -  діючий вулкан на острові Ітуруп, Великої Курильської гряди, що знаходиться під контролем Росії. Базальто-андезитовий стратовулкан  Стокап південно-західному кінці хребта Богатир увінчаний комплексом з 8-10 конусів і кратерів вибуху, найбільший з яких містить озеро. 